# Camptothecium
Camptothecium es un género de briófitos hepáticas de la familia Brachytheciaceae. Comprende 25 especies descritas y de estas, solo 20 aceptadas.

## Taxonomía
El género fue descrito por Guillaume Philippe Schimper y publicado en Bryologia Europaea 6: 31 (fasc. 52–54. Mon. 1). 1853.  La especie tipo es: Camptothecium lutescens (Hedw.) Schimp.

## Especies aceptadas
A continuación se brinda un listado de las especies del género Camptothecium aceptadas hasta diciembre de 2014, ordenadas alfabéticamente. Para cada una se indica el nombre binomial seguido del autor, abreviado según las convenciones y usos.	
1. Camptothecium acuminatum (Hedw.) Kindb.
2. Camptothecium aeneum (Mitt.) A. Jaeger
3. Camptothecium arenarium (Lesq.) A. Jaeger
4. Camptothecium auriculatum (A. Jaeger) Broth.
5. Camptothecium caucasicum Limpr.
6. Camptothecium cladoneuron (Müll. Hal.) A. Jaeger
7. Camptothecium dolosum (Renauld & Cardot) Renauld & Cardot
8. Camptothecium lamprochryseum (Müll. Hal. & Kindb.) Kindb.
9. Camptothecium lutescens (Hedw.) Schimp.
10. Camptothecium megaptilum Sull.
11. Camptothecium naumannii Warnst.
12. Camptothecium nevadense (Lesq.) Macoun & Kindb.
13. Camptothecium nitens (Hedw.) Schimp.
14. Camptothecium nuttallii (Wilson) Schimp.
15. Camptothecium oxycladon (Brid.) Kindb.
16. Camptothecium pinnatifidum (Sull.) Sull.
17. Camptothecium pseudolutescens (Hampe) A. Jaeger
18. Camptothecium sericeoides (Müll. Hal. & Kindb.) Kindb.
19. Camptothecium spurioacuminatum (Müll. Hal. & Kindb.) Kindb.
20. Camptothecium subhumile Broth.